# Comuna Variușîne, Veselînove
Variușîne (în ucraineană Варюшине) este o comună în raionul Veselînove, regiunea Mîkolaiiv, Ucraina, formată din satele Novîi Horodok și Variușîne (reședința).

## Demografie
Componența lingvistică a comunei Variușîne
     Ucraineană (81,9%)
     Rusă (15,65%)
     Română (1,38%)
Conform recensământului din 2001, majoritatea populației comunei Variușîne era vorbitoare de ucraineană (81,9%), existând în minoritate și vorbitori de rusă (15,65%) și română (1,38%).